# Medalla Gribov
La Medalla Gribov es un premio otorgado cada dos años desde 2001 por la Sociedad Europea de Física. Se otorga a está destinado a trabajos sobresalientes de un investigador de carrera temprana (máximo de 8 años, excluyendo interrupciones de carrera, de experiencia en investigación después del doctorado) en Física Teórica de Partículas y/o Teoría de campos. Lleva el nombre de Vladimir Naumovich Gribov.

## Ganadores
| Año  | Ganador              | Refs   |
| ---- | -------------------- | ------ |
| 2001 | Steven Gubser        | [ 2 ]  |
| 2003 | Nima Arkani-Hamed    | [ 3 ]  |
| 2005 | Matías Zaldarriaga   | [ 4 ]  |
| 2007 | Niklas Beisert       | [ 5 ]  |
| 2009 | Freddy Cachazo       | [ 6 ]  |
| 2011 | Davide Gaiotto       | [ 7 ]  |
| 2013 | Zohar Komargodski    | [ 8 ]  |
| 2015 | Pedro G. Vieira      | [ 9 ]  |
| 2017 | Simon Caron-Huot     | [ 10 ] |
| 2019 | Douglas Stanford     | [ 11 ] |
| 2021 | Bernhard Mistlberger | [ 12 ] |